# رفعت محمد حسن
رفعت محمد حسن مواليد عام 1953 في جمهورية مصر العربية ، وزير وزارة القوى العاملة والهجرة الأسبق بحكومة الجنزوري .

## الدراسة والمناصب التي تولاها
حصل على بكالوريوس علوم زراعية سنة 1977 وليسانس حقوق عام 1992، من جامعة عين شمس، التحق بالعمل بالوزارة في عام 79، بمديرية القوى العاملة بالقاهرة وتدرج في المناصب الإدارية حتى شغل منصب المستشار العمالى في الأردن من عام 2000 إلى 2005،[بحاجة لمصدر] ومدير إدارة التفتيش حتى 2007، ثم مدير مديرية القوى العاملة بمحافظة المنوفية في عام 2008، ثم مديرا لمديرية القوى العاملة بمحافظة القاهرة في عام 2009، وأخيرا وكيل أول الوزارة بالمديرية.
يعد رفعت هو أول وزير يشغل الوزارة من أبناء الوزارة نفسها، منذ إنشائها في عام 1962، حيث كان من المعتاد أن يتولى الوزارة أحد قيادات الاتحاد العام للعمال قبل أن يتغير ذلك عقب ثورة 25 يناير .